# Historic Scotland
Historic Scotland (Zgodovinska Škotska) je izvršilna agencija Škotske vlade, ki je odgovorna za zgodovinske spomenike na Škotskem. 
Njena spletna stran trdi:
Historic Scotland je bil ustvarjen kot agencija leta 1991 in je bil del maja 1999 Scottish Executive Education Department, ki zaobjema vse vidike kulturne dediščine. Kot del Škotske vlade je Historic Scotland neposredno odgovoren za nadziranje škotskih ministrov, da varujejo zgrajeno dediščino naroda, in oglaševanje njenega razumevanja in užitka.
Agencija si lasti neposredno odgovornost za ohranitev preko 360 spomenikov v svoji oskrbi, okoli četrtina jih ima skrbnike in vstopnine. Možno je članstvo, ki se lahko obnovi letno, s čimer ima član prost vstop v vse spomenike in polovično vstopnino v enakovredne spomenike v Angliji in Walesu prvo leto, naslednja leta pa tudi tam prost vstop. Historic Scotland v sodelovanju z HMSO ali zasebnih založbami izdaja četrtletniško revijo kot tudi mnoge vodiče, priročnike in letake. 
Od svojega nastanka (je naslednica divizije Starodavnih spomenikov Ministrstva za delo in Škotskega oddelka za razvoj) je povečala število dogodkov, ki se odvijejo ob njenih spomenikih. Dogodki so namenjeni predvsem spoznavanju mladim z zgodovino. Skladno s tem so odprli nove muzeje in centre za obiskovalce, znana primera sta Opatija Arbroath in Grad Urquhart. Znotraj agencije je tudi sekcija za gostoljubje, ki nekatere spomenike oddaja za poročne slovesnosti. 
Kot veja vlade ima Historic Scotland podobne funkcije kot njeni dvojniki v ostalih delih Združenega kraljestva: 
- English Heritage (Angleška dediščina) v Angliji (čeprav je EH neoddelčno javno telo, ne pa del centralne vlade, kot drugje)
- Cadw v Walesu,
- Environment and Heritage Service na Severnem Irskem.

Ogrodni dokument agencije podaja odgovornosti škotskih ministrov in vrhovnega funkcionarja agencije. Njegov Korporativen načrt podaja cilje in možnosti nastopanja zoper njih.
Vloga agencije ni bila brez kontroverznosti. Leta 2002 je Historic Scotland ustavil predloge za obnovo strehe Gradu Tioram v Zahodnem višavju, ker je bil mnenja, da je bolje grad stabilizirati kot ruševino. To stališče je podprla obširna Javna lokalna preiskava, na kateri so slišali argumente z obeh strani. Preiskava se je dotaknila tudi poročila dela organizacije. Taki spori so pri ohranjanju zgradb in spomenikov običajni, a jih po navadi razreši akademska skupnost. Nekateri verjamejo, da je imel Historic Scotland težave pri reševanju sporov, ki so nato prerasli v veliko javno razpravo, in ga od tedaj vidijo kot avtokratsko agencijo, ki je izgubila stik z gospodarskimi potrebami podeželske Škotske. 
Agencija trenutno izdaja in se posvetuje o seriji dokumentov Okoljske politike škotskih zgodovinskih znamenitosti, ki so jo oktobra 2008 utrdili v en sam dokument.